# Agustín de Rojas Villandrando
Agustín de Rojas Villandrando (Madrid, 1572-Paredes de Nava, Palencia, antes de 1635), escritor, actor y dramaturgo español del Siglo de Oro, especializado en el género de la loa.

## Biografía
Dejó él mismo bastantes datos autobiográficos en sus misceláneas El viaje entretenido (1603) y El buen repúblico (1611), en las cuales hace una relación de su vida llena de sucesos tan interesantes como inverosímiles. Según Emilio Cotarelo y Mori, gran estudioso del teatro breve, era
un espíritu aventurero, ingenio agudo y perspicaz, ansia de saber y ver, impaciencia por gozar de la vida y paciencia inquebrantable para sobrellevar los infortunios. Aunque haya exageración en el relato de sus hazañas, que fragmentariamente nos dejó en sus obras, todavía resulta un personaje harto curioso, aun para su tiempo, que tantos y tan extraordinarios produjo.
Fue soldado en Francia, estuvo prisionero en La Rochelle y después fue corsario contra los ingleses. Pasó por varias ciudades de Italia y fue perseguido por la justicia por haber dado muerte a un hombre en Málaga; se acogió a sagrado en el templo de San Juan, y allí compró su libertad por trescientos ducados mediante las gestiones de una mujer que se enamoró de él y que al salir tuvo que mantener como amante suya, trabajando como "negro" de eclesiásticos para los que escribía sermones; además sobrevivió como ladrón de capas, sombreros, tizonas y huertas, "tirando de la jábega" varios meses. Vivió en varias ciudades de España: Sevilla, Granada, donde al prohibirse las comedias entre 1598 y 1600 tuvo que poner una mercería con la que vivió una efímera etapa de esplendor económico, y Valladolid (1602) sin que a veces se supiera de qué se mantenía, por lo que le llamaron "El caballero del milagro", título de una comedia decimonónica de Luis de Eguílaz inspirada en la vida del escritor. Desde 1601 había empezado a frecuentar la compañía de los cómicos y a ir con ellos de un lugar a otro. Debió morir en Paredes de Nava antes de 1635, puesto que su mujer Ana de Arceo, con la que se casó en 1603, ya se llamaba viuda en ese año, si bien el último documento que se halla sobre el escritor lleva fecha de 1618: una petición de confirmación del privilegio de hidalguía hecha en Santa María del Valle, en la cual afirmaba ser escribano de Su Majestad y del número de Zamora.

## Obra
El principal oficio de Rojas fue el de comediante, bien en la faceta de "ingenio" o autor dramático, bien como actor, doble faceta en la que tuvo el precedente de Lope de Rueda. En El natural desdichado dejó una comedia que parece anunciar La vida es sueño de Pedro Calderón de la Barca.
En El buen repúblico (Salamanca, 1611) dejó un manual de buen gobierno escrito en forma de carta de Rojas desde Zamora a dos amigos suyos, Salustio y Delio, que viven en Sevilla; fue prohibido por la Inquisición a causa de ser demasiado crédulo en cuestiones de astrología y sospechoso el autor de ser de origen judío. El libro contiene muchos datos autobiográficos y en conjunto es una masa muy heterogénea de temas tratados con escasa originalidad. El título proviene del plan general de la obra, que trata sobre las buenas y las malas formas de gobierno y las relaciones entre el príncipe y los gobernados.
En El viaje entretenido (Madrid, 1603) elaboró una miscelánea con elementos picarescos redactada en forma de diálogo entre el propio Rojas y unos compañeros de su compañía teatral. Reúne un buen puñado de anécdotas sobre la vida teatral de entonces e información sobre la composición y costumbres de las compañías teatrales, tanto itinerantes como estables, enumerando y diferenciando: bululú, ñaque, gangarilla, cambaleo, garnacha, bojiganga, farándula y compañía. A todo ello añade además unas cuantas loas en prosa y en verso que empañan su valor histórico-documental. Por otra parte fue una obra muy popular, que inspiró al francés Paul Scarron Le roman comique; es más, el poeta del Parnasianismo Téophile Gautier se inspiró también en esta obra para escribir su novela El capitán Fracaso. Algunos críticos estiman que uno de los cuentos incluidos en El viaje entretenido, el titulado "Soñar despierto", pudo servir de inspiración, no sólo a la comedia del propio Rojas El natural desdichado, sino a obras como La vida es sueño de Calderón de la Barca, Schluck und Jan de Gerard Hauptmann y el prólogo de The Taming of the Shrew de William Shakespeare.